# Омараані
Омараані (груз. ომარაანი) — село в Грузії.
За даними перепису населення 2014 року в селі проживає 92 особи.